# 피층

아마 줄기의 단면. 6번이 피층이다.

피층(皮層, cortex)은 식물이나 지의류의 뿌리나 줄기에서 볼 수 있는, 표피와 내피 사이에 있는 조직으로, 관다발 조직 바깥에 형성된다.  이 층에서 형성층이 분열을 되풀이함으로써 외피층과 코르크층, 체관 조직과 물관 조직을 만들어낸다. 피층은 크게 얇은 벽을 유지하는 후각세포의 유세포(parenchyma)로 구성되어 있으며 뿌리와 줄기에 있는 피층의 구조적 차이는 전혀 없다. 외피세포는 이와 다르게 불규칙한 두꺼운 세포층으로 이루어져 있는데, 이를 후각세포(Collenchyma)라고 한다.

## 식물

### 줄기와 가지
초본식물의 줄기를 3차원 구조로 보면, 표피(epidermis), 주피, 관다발 형성층은 내부의 원통형처럼 생긴 수(pith)를 중심으로 하여 이를 둘러 싼 관다발들을 형성시킨다. 외피세포의 일부는 엽록소를 함유하고 있으며 푸른색을 띤다. 따라서 이 세포들은 광합성을 통해 단순당을 생산해낼 수 있다.
수목에서는 피층은 수피에서 관다발 조직(사부) 사이 구간에 해당한다. 나무에서, 비대생장이 이루어지는 아래 부분의 수간은 정단분열조직에서 떨어져 나간 표피를 주피가 대신하며, 주피 안쪽으로는 체관부와 물관부가 있고 그 사이에는 관다발 형성층이 있다. 물질이동이 뿌리의 중앙에 있는 전형성층으로 확산하는 데에 관여하는데, 전분 형성 과정에서 양분의 저장고 역할로도 쓰이기도 한다.

### 뿌리
관다발식물의 뿌리에서는 피층이 초본식물의 줄기보다 해당 조직의 더 큰 위치를 차지한다. 뿌리 피층의 헐거이 싸인 세포들이 세포간극에서 수분과 산소의 이동을 원활하게 한다.
뿌리 피층의 주요 기능 중 하나는 영양분을 미리 챙겨두는 저장고로 역할을 챙기기게 하는 것에 있다. 관다발식물의 뿌리에서 피층의 가장 안쪽 층을 내피(endodermis)라고 한다. 내피는 전분을 저장하기도 하지만 수분과 이온, 식물 호르몬의 이동을 조절하기도 한다.

## 지의류
지의류에서는 피층이 일부 지의류 몸체와 전혀 관련 없는 부분의 표층을 이르는 말이기도 하다. 이 피층은 지의류의 수에 위치하는 미분화세포들을 덮어주는 엽상체 조직의 바깥층 또는 표피이다. 각상지의류는 피층이 하나가 있는데, 나뭇잎 같은 모습의 편평한 가지들을 둘러싸고 있다. 엽상지의류는 상부 피층과 하부 피층이 있다는 점에서 차이가 있다.